# Ouratea latifolia
Ouratea latifolia là một loài thực vật có hoa trong họ Ochnaceae. Loài này được (Erhard) Tiegh. mô tả khoa học đầu tiên năm 1902.